# کانی استیونز

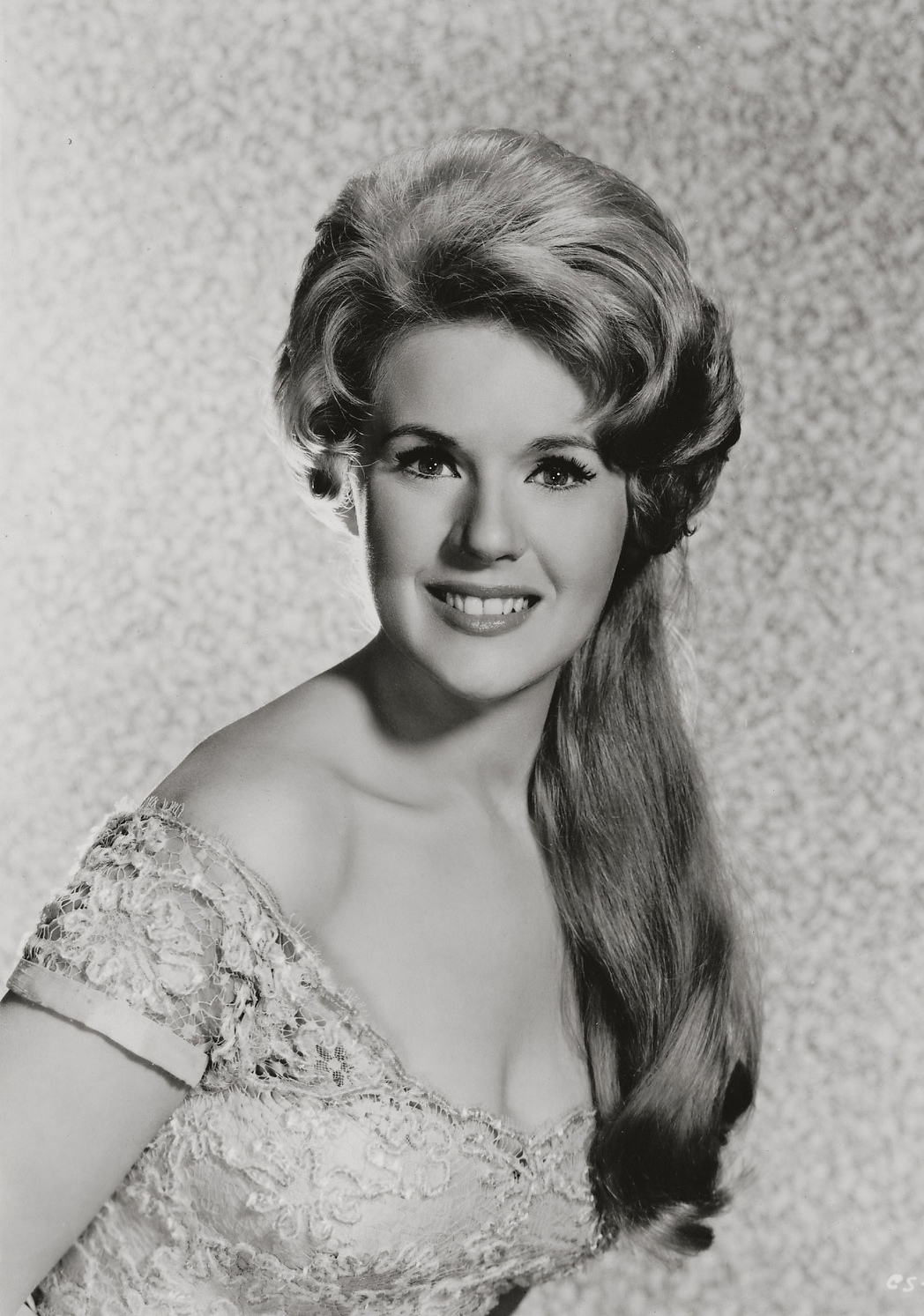

کانی استیونز (انگلیسی: Connie Stevens؛ زادهٔ ۸ اوت ۱۹۳۸) هنرپیشه، کارگردان، نوازنده و خواننده اهل ایالات متحده آمریکا است. وی از سال ۱۹۵۵ میلادی تا کنون مشغول فعالیت بوده‌است.

## بخشی از فیلمشناسی
از فیلم‌ها یا برنامه‌های تلویزیونی که وی در آن نقش داشته‌است می‌توان به آثار زیر اشاره کرد.
- عیالوار (فیلم ۱۹۵۸) (۱۹۵۸)
- گروه کلوپ بی‌کسان گروهبان فلفل (فیلم) (۱۹۷۸)
- گریس ۲ (۱۹۸۲)
- تیپهدس (۱۹۸۸)
- عشق است همه آنچه هست (۱۹۹۶)
- درست قبل از رفتن من (۲۰۱۴)
- شاین (۱۹۵۹)
- ماوریک (مجموعه تلویزیونی) (۱۹۵۹)